# Eugenia websteri
Eugenia websteri är en myrtenväxtart som beskrevs av George Richardson Proctor. Eugenia websteri ingår i släktet Eugenia och familjen myrtenväxter.
Artens utbredningsområde är Jamaica. Inga underarter finns listade i Catalogue of Life.